# Борзнянська волость
Борзнянська волость — адміністративно-територіальна одиниця Борзнянського повіту Чернігівської губернії з центром у повітовому місті Борзна.
Станом на 1885 рік складалася з 24 поселень, 30 сільських громад. Населення — 7321 особа (3712 чоловічої статі та 3609 — жіночої), 1343 дворових господарства.
|                     | Площа, десятин | У тому числі орної, дес. |
| ------------------- | -------------- | ------------------------ |
| Сільських громад    | 13015          | 5287                     |
| Приватної власності | 9434           | 4537                     |
| Казенної власності  | 50             | —                        |
| Іншої власності     | 382            | 250                      |
| Загалом             | 18094          | 10074                    |

Основні поселення волості:
- Кинашівка — колишнє державне та власницьке село, 899 осіб, 219 дворів, православна церква, паровий млин, винокурний завод.
- Красний Став — колишнє державне село, 353 особи, 70 дворів, православна церква, постоялий будинок.
- Оленівка — колишнє державне та власницьке село при річці Оленівці, 1689 осіб, 331 двір, 2 православні церкви, 2 постоялих будинки, лавка, 4 вітряних млини.
- Прачі — колишнє державне та власницьке село, 553 особи, 65 дворів, православна церква.
- Ховми — колишнє державне та власницьке село при річці Береза, 776 осіб, 146 дворів, православна церква, постоялий будинок, вітряний млин.
- Часниківка — колишнє власницьке село при річці Борзна, 301 особа, 55 дворів, 2 православні церкви, крупорушка.
- Ядути — колишнє державне та власницьке село, 1572 особи, 290 дворів, православна церква, 2 постоялих будинки, лавка, водяний млин, крупорушка.